# العلاقات الزيمبابوية الفيجية
العلاقات الزيمبابوية الفيجية هي العلاقات الثنائية التي تجمع بين زيمبابوي وفيجي.

## مقارنة بين البلدين
هذه مقارنة عامة ومرجعية للدولتين:
| وجه المقارنة                                              | زيمبابوي | فيجي                                                                 |
| --------------------------------------------------------- | --- | -------------------------------------------------------------------- |
| المساحة (كم2)                                             | 390.76 ألف | 18.27 ألف                                                            |
| عدد السكان (نسمة)                                         | 16.53 مليون | 915.30 ألف                                                           |
| الكثافة السكانية (ن./كم²)                                 | 42.3 | 50.1                                                                 |
| العاصمة                                                   | هراري | سوفا                                                                 |
| اللغة الرسمية                                             | لغة إنجليزية، اللغة الشونا، النديبيلية الشمالية ‏، لغة الشيشيوا، Barwe ‏، Kalanga language ‏، Tshwa language ‏، النداو ‏، اللغة التسونجا، لغة الإشارة الزيمبابوية ‏، اللغة السوتية، تونغا ‏، اللغة التسوانية، اللغة الفيندية، اللغة الكوسية | لغة إنجليزية، اللغة الفيجية، اللغة الفيجي الهندية، اللغة الهندستانية |
| العملة                                                    | دولار أمريكي | دولار فيجي                                                           |
| الناتج المحلي الإجمالي (بليون دولار)                      | 17.85 مليار | 5.06 مليار                                                           |
| الناتج المحلي الإجمالي (تعادل القوة الشرائية) بليون دولار | 27.88 مليار | 8.32 مليار                                                           |
| الناتج المحلي الإجمالي الاسمي للفرد دولار أمريكي          | 924 | 4.96 ألف                                                             |
| الناتج المحلي الإجمالي للفرد دولار أمريكي                 | 1.79 ألف | 8.79 ألف                                                             |
| مؤشر التنمية البشرية                                      | 0.509 | 0.727                                                                |
| رمز المكالمات الدولي                                      | +263 | +679                                                                 |
| رمز الإنترنت                                              | .zw | .fj                                                                  |
| المنطقة الزمنية                                           | ت ع م+02:00 | ت ع م+12:00                                                          |

## منظمات دولية مشتركة
يشترك البلدان في عضوية مجموعة من المنظمات الدولية، منها:
| علم المنظمة | اسم المنظمة                                 | تاريخ انضمام زيمبابوي | تاريخ انضمام فيجي |
| ----------- | ------------------------------------------- | --------------------- | ----------------- |
|             | مجموعة دول أفريقيا والكاريبي والمحيط الهادئ | ?                     | ?                 |
|             | مؤسسة التنمية الدولية                       | 29 سبتمبر 1980        | 29 سبتمبر 1972    |
|             | الأمم المتحدة                               | 25 أغسطس 1980         | 13 أكتوبر 1970    |
|             | منظمة التجارة العالمية                      | ?                     | ?                 |
|             | منظمة الشرطة الجنائية الدولية               | ?                     | ?                 |
|             | المركز الدولي لتسوية المنازعات الاستشارية   | 19 يونيو 1994         | 10 سبتمبر 1977    |
|             | الاتحاد الدولي للاتصالات                    | 10 فبراير 1981        | 5 مايو 1971       |
|             | البنك الدولي للإنشاء والتعمير               | 29 سبتمبر 1980        | 28 مايو 1971      |
|             | الاتحاد البريدي العالمي                     | ?                     | ?                 |
|             | منظمة حظر الأسلحة الكيميائية                | ?                     | ?                 |
|             | مؤسسة التمويل الدولية                       | 29 سبتمبر 1980        | 12 يوليو 1979     |
|             | وكالة ضمان الاستثمار متعدد الأطراف          | 10 أبريل 1992         | 24 سبتمبر 1990    |
|             | يونسكو                                      | 22 سبتمبر 1980        | 14 يوليو 1983     |

## وصلات خارجية
- موقع وزارة الخارجية الزيمبابوية
- موقع وزارة الخارجية الفيجية